# Red Grange
Harold Edward (Red) Grange (13 de junio de 1903 - 28 de enero de 1991) fue un jugador de fútbol americano profesional y colegial. Fue miembro fundador tanto del Salón de la Fama colegial como del profesional  y nombrado en 2008, el mejor jugador universitario de toda la historia del fútbol americano por ESPN.

## Primeros años
Grange nació en Forksville, Pensilvania, donde sus padres fincaron y trabajaron en los aserraderos cercanos. Cuando cumplió cinco años, su madre falleció y su padre se mudó a Wheaton, Illinois. En la escuela secundaria asistió a la Wheaton Community High School, ganándose invitaciones universitarias en cuatro disciplinas deportivas diferentes (fútbol americano, béisbol, baloncesto y pista), en cada uno de los cuatro años en que asistió, anotando 75 touchdowns para el equipo de fútbol americano. En la escuela media (High School Junior), Grange anotó 36 touchdowns lidereando al equipo a una campaña sin derrotas. Para ayudar a la familia tomó un trabajo de medio tiempo cargando hielo por un sueldo de $37.50 dólares por semana, lo que le ayudó a construir su fortaleza física, y es la fuente de su apodo de "El Hombre de Hielo", o "El Hombre de Hielo de Wheaton".

## Fútbol colegial
Después de graduarse, Grange se enroló en la Universidad de Illinois. Solo pensaba en participar en baloncesto y pista pero cambió de parecer cuando llegó. En su primer partido como colegial, anotó tres touchdowns contra Nebraska. En su segundo año corrió para 723 yardas y 12 touchdowns en 7 juegos, llevando a Illinois a una temporada invicta y al  campeonato nacional de la Helms Athletic Foundation.
Grange ganó notoriedad nacional en un juego el 18 de octubre de 1924 contra Michigan. Fue la inauguración del Memorial Stadium, construido en memoria de los estudiantes y egresados de la Universidad de Illinois que sirvieron en la Primera Guerra Mundial. Regresó la patada inicial para un touchdown de 95 yardas, y anotó tres touchdowns más en tres acarreos de 67, 56 y 45 yardas cada uno en los primeros doce minutos. Esa explosión ofensiva de 4 touchdowns en el primer cuarto fue la cantidad de  touchdowns que permitió Michigan en las dos temporadas anteriores. Descansó todo el segundo cuarto y regresó después del medio tiempo anotando otros dos touchdowns, para un total sin precedentes de seis touchdowns en un solo juego. 
Cuando Illinois jugó en Penn en 1925, fue un juego tan grande en cobertura que Laurence Stallings, un famoso corresposal de guerra cubrió el partido para el New York World. Después de acumular 363 yardas para una victoria de Illinois por 24-2 (lo que molestó a la Ivy League), Stallings dijo: "Esta historia es demasiado grande para mí. No puedo escribirla." Incluso el partido inspiró un pequeño poema escrito por Grantland Rice.
Sin embargo fue el cronista deportivo de Chicago Warren Brown quien apodó a Grange, "El Fantasma Galopante." 
Ganó el reconocimiento de ser nombrado All-America tres años seguidos, apareciendo en la portada de Time en 1925. 
Su número 77 fue retirado en la Universidad de Illinois en 1925. Permanece como uno de los únicos dos números retirados por la escuela (el otro es Dick Butkus).

## Carrera en la NFL

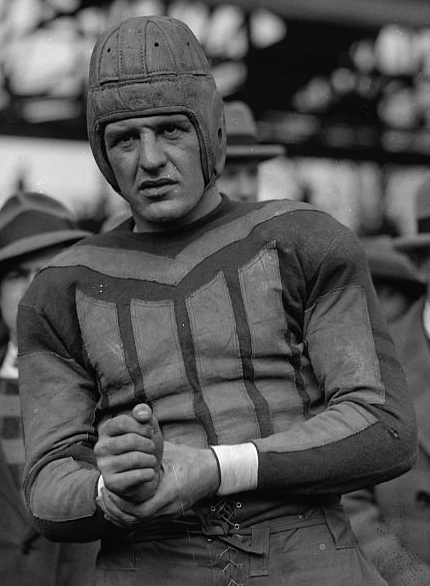
Foto de Grange de 1925.

Firmó para Chicago en la NFL un día después de su último juego como colegial; George Halas accedió a contratarlo para una gira de 19 juegos en la cual Grange ganó un salario total de $100,000 dólares, durante una época en la cual los salarios eran de menos de $100/por juego. Esa gira de 67 días es acreditada por legitimar el fútbol profesional en Estados Unidos.
En los años 1920, el fútbol colegial era más popular que el profesional. Los fanáticos preferían ovacionar a su alma mater colegial que a atletas profesionales pagados. Grange cambió ese punto de vista y llevó al fútbol profesional a las masas.
El 6 de diciembre de 1925, más de 65,000 personas asistieron al Polo Grounds a ver jugar a Grange, ayudando a salvar como franquicia a los New York Giants. Grange anotó un touchdown en un regreso de intercepción de 35 yardas en la victoria de los Bears por 19-7. Ofensivamente, corrió para 53 yardas en 11 acarreos, atrapó un pase de 23 yardas y completó 2 de 3 pases para 32 yardas.
Grange se vio envuelto en una disputa con Chicago y los dejó para formar su propia liga, la American Football League de 1926, para desafiar a la NFL. La liga solo duró un año, después de que el equipo de Grange (los New York Yankees) fue asimilado por la NFL. Grange sufrió una lesión grave en un juego contra los Bears, que le quitó mucha de su velocidad y habilidad para hacer cortes. Tras descansar en 1928, regresó a Chicago donde fue un corredor sólido y un excelente back defensivo hasta la temporada de 1934.
Los dos mejores momentos de Grange en su vuelta a la NFL llegaron en dos juegos de campeonato consecutivos. En el campeonato (no oficial) de 1932, Grange atrapó el pase ganador de Bronko Nagurski. En el campeonato de 1933, Grange hizo una tackleada salvadora y salvó el juego y el título para Chicago.

## Después del retiro
Grange se retiró en 1934, ganándose la vida como orador motivacional y locutor deportivo. Grange se casó con en 1941 con la que sería su esposa de toda la vida Margaret (apodada Muggs), y estuvieron juntos hasta que Grange murió en 1991. Ella era azafata, y se conocieron en un avión. No tuvieron hijos. 
Su autobiografía The Red Grange Story fue publicada en 1953, por un columnista de Chicago llamado Ira Morton.
En los años 1950, visitó la escuela Abington Senior High School (en Abington, Pensilvania, un suburbio de Filadelfia). Poco después, la escuela adoptó su apodo para su mascota en su honor, "El Fantasma Galopante".

## Legado
"Estaba entrevistando a George Halas y le pregunté que si quien creía que había sido el corredor más grande que había visto jugar; y me contestó: 'Ese sería Red Grange.' Y de vuelta le pregunté si Grange jugara ahora cuantas yardas cree que ganaría. Me dijo:  'Alrededor de 750, quizás 800 yardas.' Y le dije, 'Bueno, 800 yardas esta bien.' Se incorporó en su silla y me dijo, 'Hijo, recuerda una cosa. Red Grange tiene 75 años.'

- En 1963 se convirtió en uno de los miembros fundadores del Salón de la Fama, junto a Sammy Baugh, Bert Bell, Joseph Carr, Dutch Clark, George Halas, Pete Henry, Cal Hubbard, Don Hutson, Curly Lambeau, Tim Mara, George Preston Marshall, John McNally, Bronko Nagurski, Ernie Nevers y Jim Thorpe.
- Para conmemorar el 100º aniversario del fútbol colegial en 1969, la Football Writers Association of America escogió un equipo All-America de todos los tiempos. Grange fue la única elección unánime.
- En 1999, a pesar de que habían pasado ya 65 años desde su último juego, fue clasificado como el 80.º en la lista de The Sporting News de Los 100 Jugadores Más Grandes Del Fútbol Americano.
- El campo de juego de la escuela Wheaton Warrenville South High School fue nombrado en su honor.
- El 15 de enero de 1978, en el Super Bowl XII, Grange se convirtió en la única persona fuera de los árbitros en "hacer el volado" en un Super Bowl.
- En 2008, Grange fue clasificado como el número 1 en la lista de ESPN de Los 25 Mejores Jugadores De Fútbol Colegial.